# Östliche Eidechsennatter

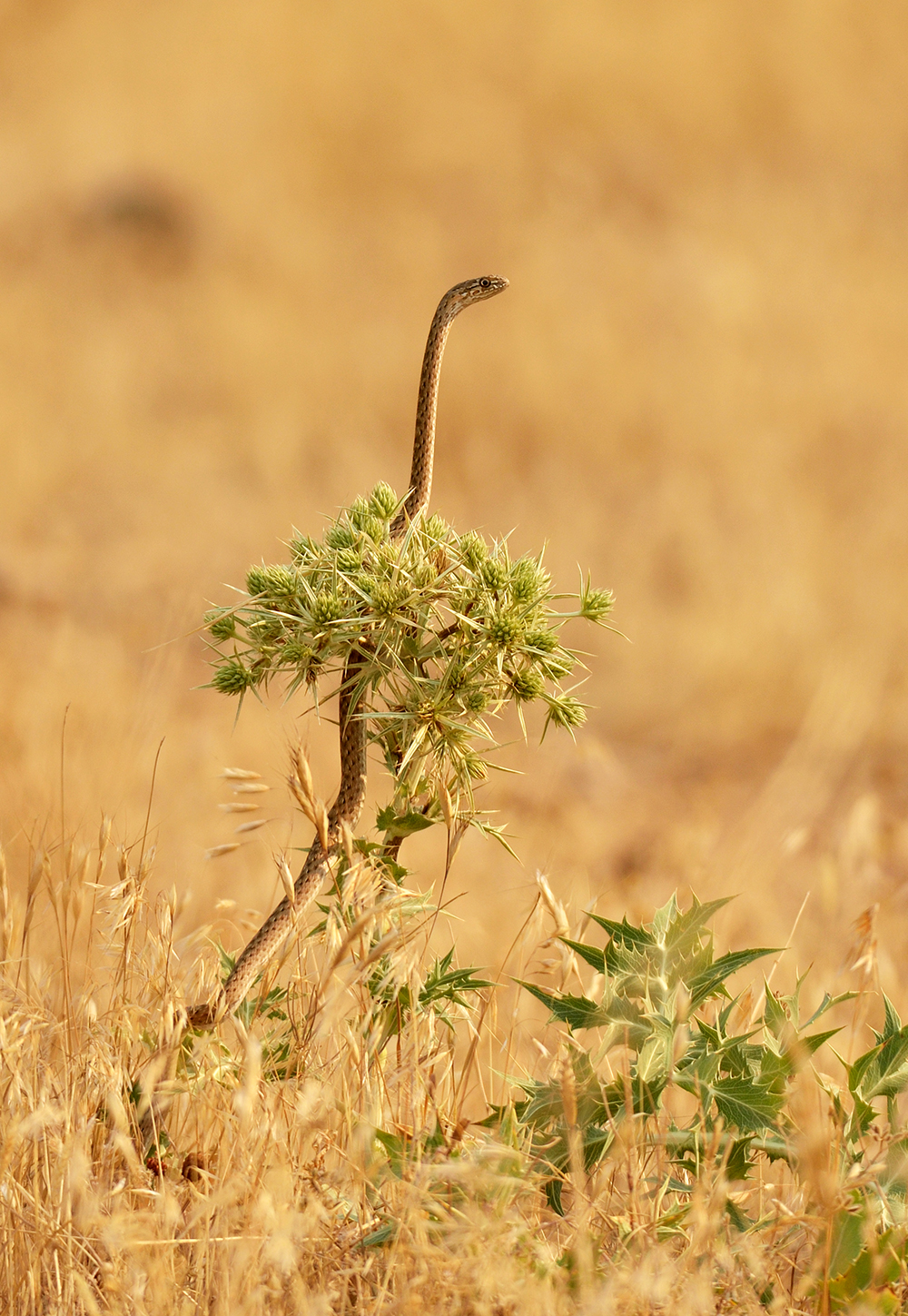
Ein Exemplar beobachtet mit hochgerecktem Kopf die Umgebung.

Die Östliche Eidechsennatter (Malpolon insignitus) ist eine Schlange aus der Familie Lamprophiidae und lebt in Südosteuropa, Nordafrika und Westasien. Sie wurde lange Zeit mit der Westlichen Eidechsennatter zu einer Art zusammengefasst.

## Merkmale
Große Natter, die in vielen Merkmalen der nahe verwandten Westlichen Eidechsennatter gleicht. Wichtige äußerliche Unterschiede zu dieser sind folgende: Die erwachsenen Männchen der Östlichen Eidechsennatter sind oberseits fast einfarbig hell graugrün, blass grünlich-blau oder hell blaugrau, zu den Seiten hin heller werdend. Sie haben keinerlei dunklen „Sattelfleck“, der typisch ist für M. monspessulanus. Die Weibchen aller Altersstufen und manche junge Männchen weisen auf dem Rücken 2–3 Längsreihen kleiner, schwarzbrauner Flecken auf. Der Bauch ist blassgelb oder weiß, öfters fein orange gefleckt und im vorderen Bereich gezeichnet. Die Tiere der europäischen Populationen weisen 17 Reihen von Rückenschuppen (gezählt um die Körpermitte) auf, im Gegensatz zu 19 bei der Westlichen Eidechsennatter. Jedoch haben nordafrikanische Tiere der Unterart M. i. insignitus, einschließlich die auf der Insel Lampedusa vorkommenden, fast überall ebenfalls 19 Reihen.

## Verbreitung
Das Verbreitungsgebiet der Art zieht sich von der kroatischen Halbinsel Istrien ostwärts an der Adriaküste entlang nach Süden, bis Griechenland, wo die Art den größten Teil Griechenlands mitsamt der Inseln Euböa, Korfu, Kefalonia, Zakynthos, Lesbos, Samos, Chios und Samothraki besiedelt. Außerdem werden auch der Kosovo und Nordmazedonien besiedelt. Von hier erstreckt sich das Areal ostwärts über weite Teile der Türkei (mit Ausnahme des Nordens) bis in den Irak und entlang der Mittelmeerküste von Syrien, dem Libanon und Israel weiter südwärts. Dabei werden auch Zypern und Teile von Saudi-Arabien besiedelt. In Nordafrika kommt die Art im Norden von Ägypten, Libyen und Tunesien vor, außerdem im nördlichen Sudan. Daneben gibt es ein abgetrenntes Teilareal entlang der Westküste des Kaspischen Meeres und im Süden bis in den nordwestlichen Iran.

## Lebensraum
Sie besiedelt den Süden des Balkans (Albanien, Griechenland, Kosovo und Nordmazedonien) und teile der Kroatischen Inseln, Von Meeresspiegelhöhe bis knapp 1800 m über NN in Griechenland. Sie bevorzugt trockene Lebensräume, z. B. mediterranes Buschland, Strände, Dünen, lichte Wälder, Wiesen, Äcker, Mauern, Ruinen und andere.

## Lebensweise
Die jährliche Aktivitätsphase dauert von Februar/März bis September/Oktober. Im Mai/Juni findet die Paarungszeit statt. Die zahlreichen Kopulationen in dieser Phase mit einem festen Weibchen dienen auch der sozialen Bindung und erfolgen ohne Nackenbiss. Im September/Oktober schlüpfen die Jungen.
Die Nahrung der Art ist vielfältig, indem sie fast alles frisst, was sie überwältigen kann. Dabei spielen Reptilien (Eidechsen, Skinke, Geckos, Blindschleichen, Schlangen), Vögel (verschiedene Sing- und Jungvögel, Jungfasane etc.) und Säugetiere (Mäuse, Ratten, Bilche, Kaninchen etc.) die Hauptrolle. Seltener werden Insekten gefressen. Zu den wichtigsten Fressfeinden dürfte der Schlangenadler zählen.
Die Art ist schnell, kann sehr gut sehen und hat eine große Fluchtdistanz. Wenn sie durch die Vegetation kriecht, reckt sie häufig den Vorderkörper hoch, um Ausschau zu halten, weshalb sie herannahende Beobachter schon früh wahrnimmt. Ergriffene Tiere wehren sich durch Umschlingen und beißen heftig zu, wobei auch die Giftzähne eingesetzt werden. Die Art zischt bei Bedrohung, sofern sie nicht ohnehin flieht, laut und ausgiebig.

## Gefährdung

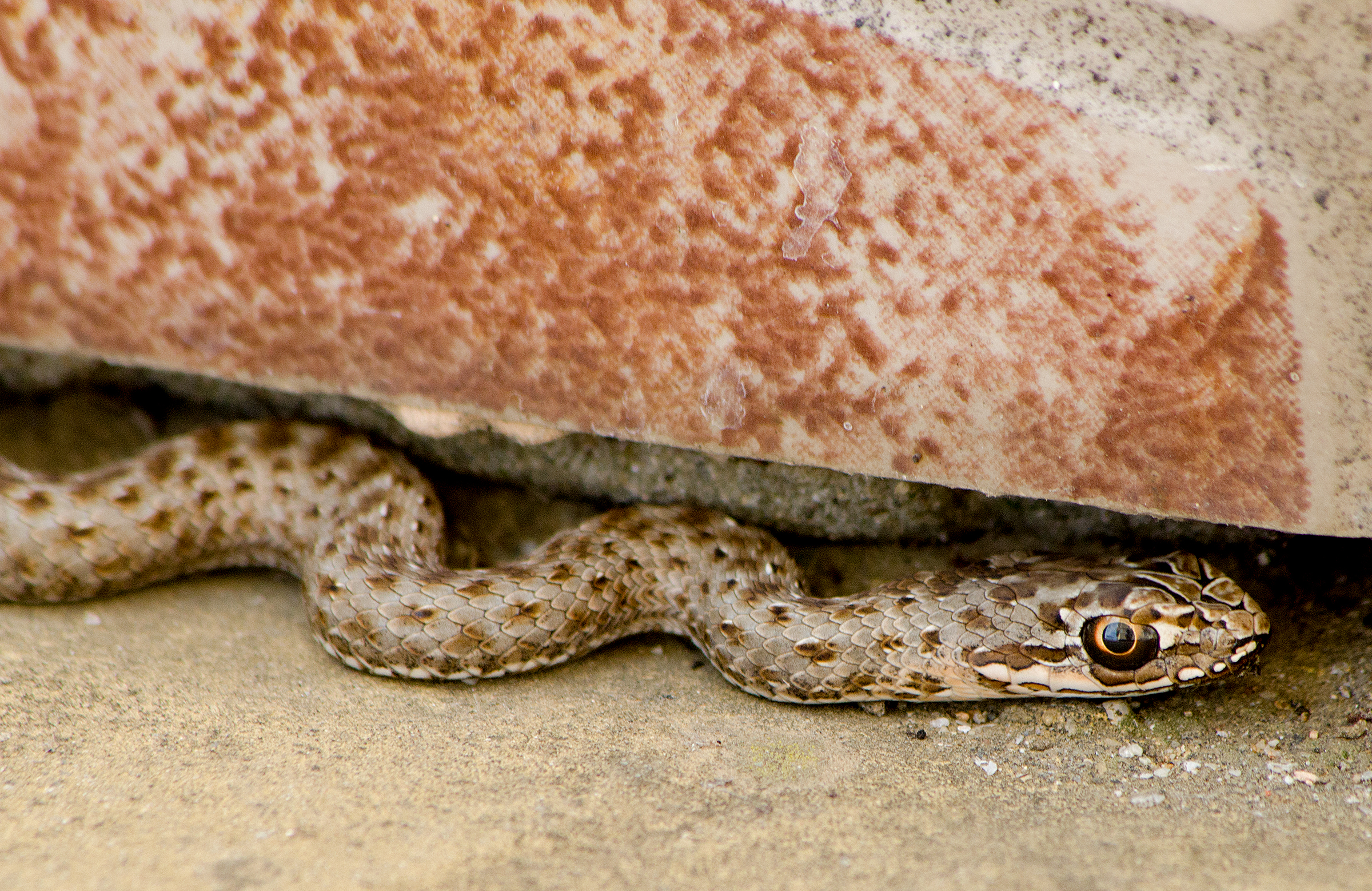

Die IUCN listet die Art als nicht gefährdet (least concern) mit einer stabilen Population. In ihrem Areal ist die Art eine der häufigsten Schlangen und besonders auf dem griechischen Festland fast überall anzutreffen. Lokal ist der Straßenverkehr der Hauptgefährdungsfaktor der Art, da sich die wärmeliebenden Tiere gerne auf dem Asphalt aufwärmen.

## Gift
Die Westliche Eidechsennatter verfügt über ein neurotoxisches Gift, das sehr stark auf Reptilien wirkt. Bei unvorsichtig hantierenden Menschen haben Bisse zu ernsthaften, aber nicht tödlichen Vergiftungen geführt. Durch die hinten stehenden (opistoglyphen) Giftzähne verlaufen Bissunfälle manchmal auch glimpflich.

## Unterarten
- Malpolon insignitus fuscus (Fleischmann, 1831)
- Malpolon insignitus insignitus